# Église Notre-Dame-de-l'Assomption de Gassin
Pour les articles homonymes, voir Notre-Dame-de-l'Assomption, Église Notre-Dame et Assomption (homonymie).
L’église Notre-Dame-de-l’Assomption  de Gassin est un édifice du XVIe siècle.

## Histoire
L’église paroissiale de Gassin date du XVIe siècle. Elle a succédé à la chapelle Notre-Dame-de-la-Compassion comme église de la paroisse. Achevée en 1557 ou 1558, l’église fut consacrée  en 1582.
Elle est parfois appelée église Saint-Laurent par confusion avec le saint patron du village.

## Architecture

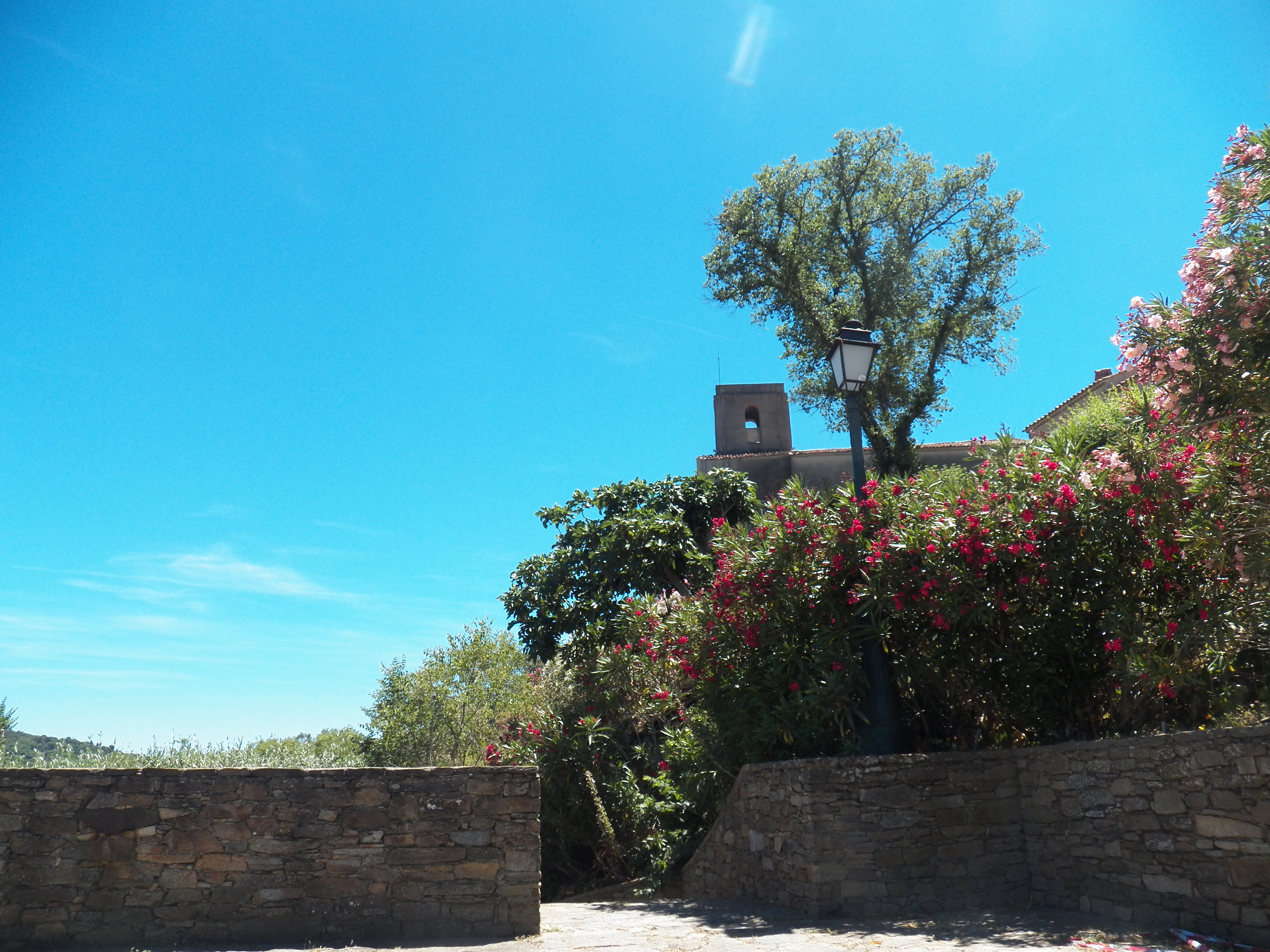

plan de l’église Notre-Dame-de-l’Assomption de Gassin

L’édifice possède une architecture simple avec un chœur, une seule nef rectangulaire avec deux travées de voûtes et quatre piliers, une abside à trois pans et un clocher,.
Son clocher est une tour carrée ; elle possédait jusqu’à la révolution des créneaux. Ils ont été détruits par les révolutionnaires parce que représentant un symbole de la féodalité. Ils ont été par la suite réinstallés puis à nouveau enlevés à la fin du XXe siècle.
L’église est construite sur les rochers ; de massifs contreforts soutiennent les murs et le chevet du bâtiment.
La porte en basalte de la façade d’entrée est surmontée d’un fronton triangulaire et donne sur la place de l’Église. L’église est située à l’entrée nord du village.
Au sud de l’église se trouve le presbytère.

## Œuvres

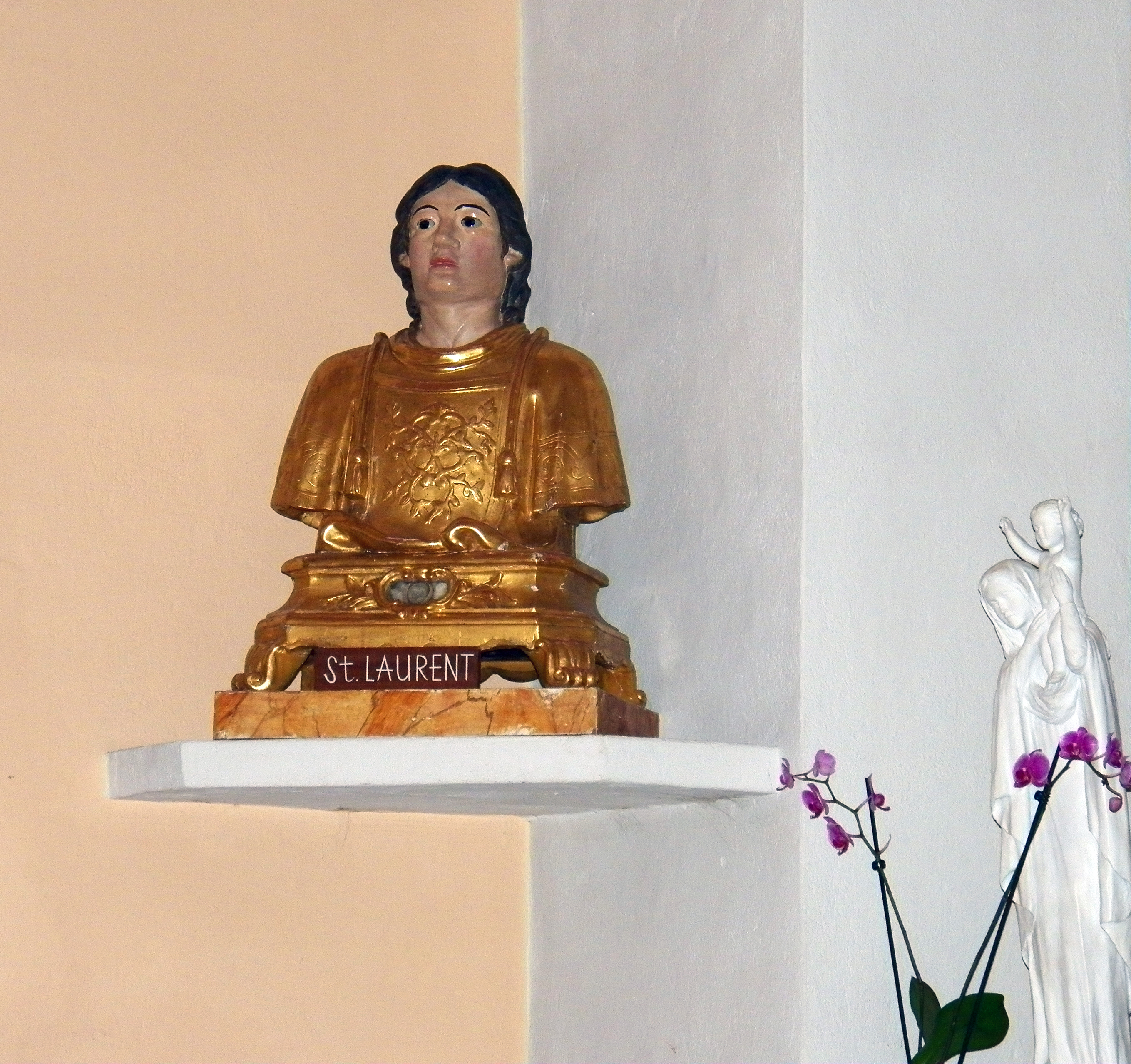
Buste de saint Laurent à l’église Notre-Dame-de-la-Compassion de Gassin

L’église possède divers objets d’art répertoriés à l’inventaire des monuments historiques :
- un tableau du XIXe siècle représentant « la bienheureuse Marguerite-Marie Alacoque »[4] ;
- une statue de la Vierge à l’Enfant, datée des XVIIe et XVIIIe siècles[5] ;
- une statue de la Vierge, datée du XVIIIe siècle[6] ;
- un buste-reliquaire de saint Laurent, daté du XVIIe siècle[7] ;
- un tableau représentant saint François de Sales entre saint Louis de Gonzague, saint Sébastien et sainte Lucie, daté du XVIIIe siècle[8] ;
- un tableau de la Vierge du Rosaire avec saint Dominique, sainte Catherine de Sienne et sainte Lucie, daté du XVIe siècle[9] attribué en 1987 à l’école de Bologne par Michel Laclotte, et depuis à Coriolano Malagavazzo[10],[11]. Membre de l’école lombarde, il était l’un des meilleurs élèves de Bernardino Campi. La toile a été présentée dans le cadre de l’exposition « La peinture au Provence au XVIe siècle »[12] ;
- tableau de la Vierge à l’Enfant entre saint Jean-Baptiste et saint Laurent, daté du XVIe siècle[13] ;
- une cloche, datée du XVIIIe siècle[14] ;
- un bénitier en marbre, daté du XVIe siècle[15] ;
- une statue du Christ, datée du XVIe siècle[16].
- Le Chemin de croix moderne a été réalisé par Roger Roux en 1968[2].

Les vitraux modernes sont l’œuvre du maître aveyronnais Claude Baillon en 1984.

Statues de l'église Notre-Dame-de-l'Assomption de Gassin
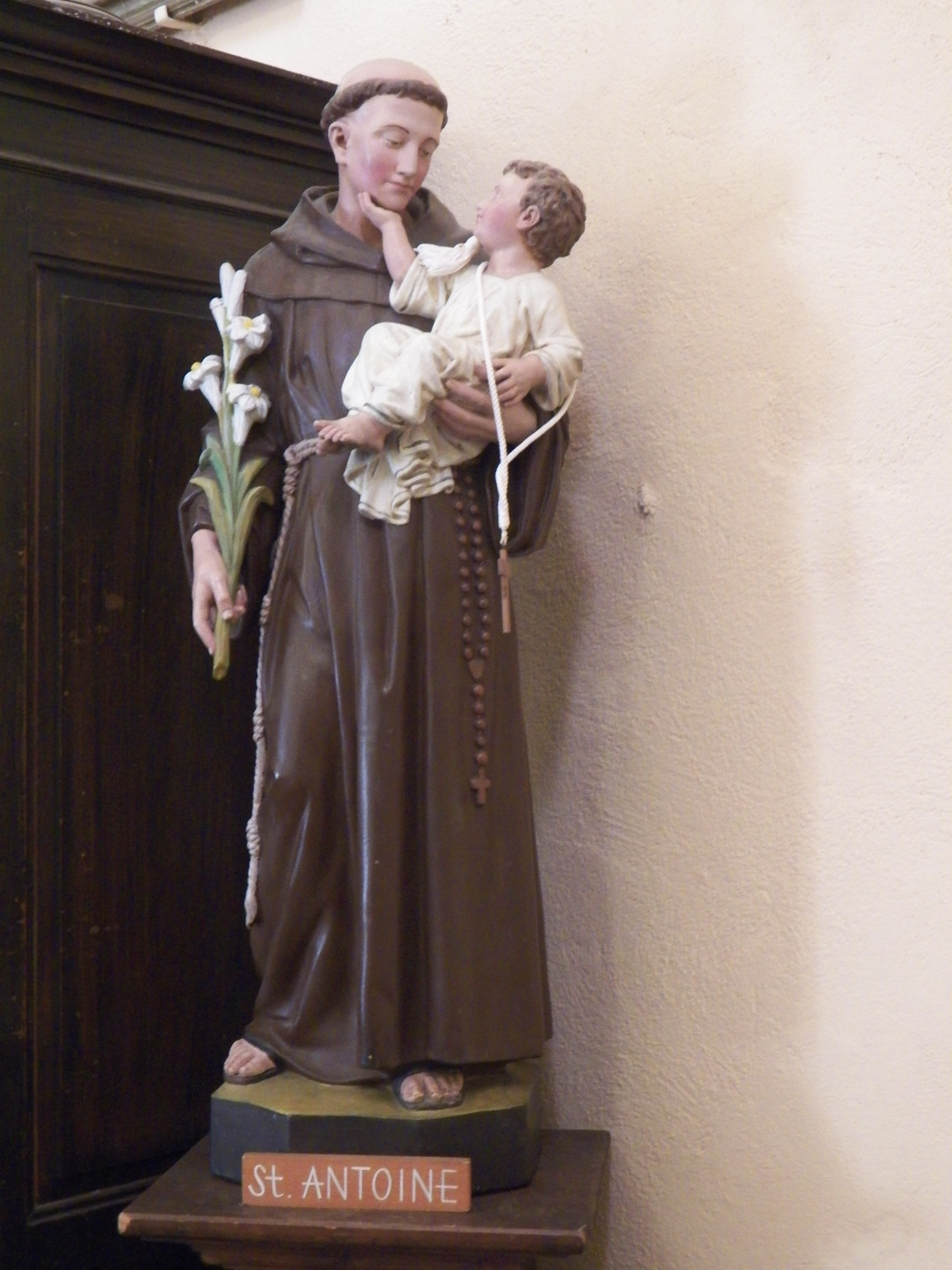
Statue de sainte Antoine de Padoue à l'Enfant
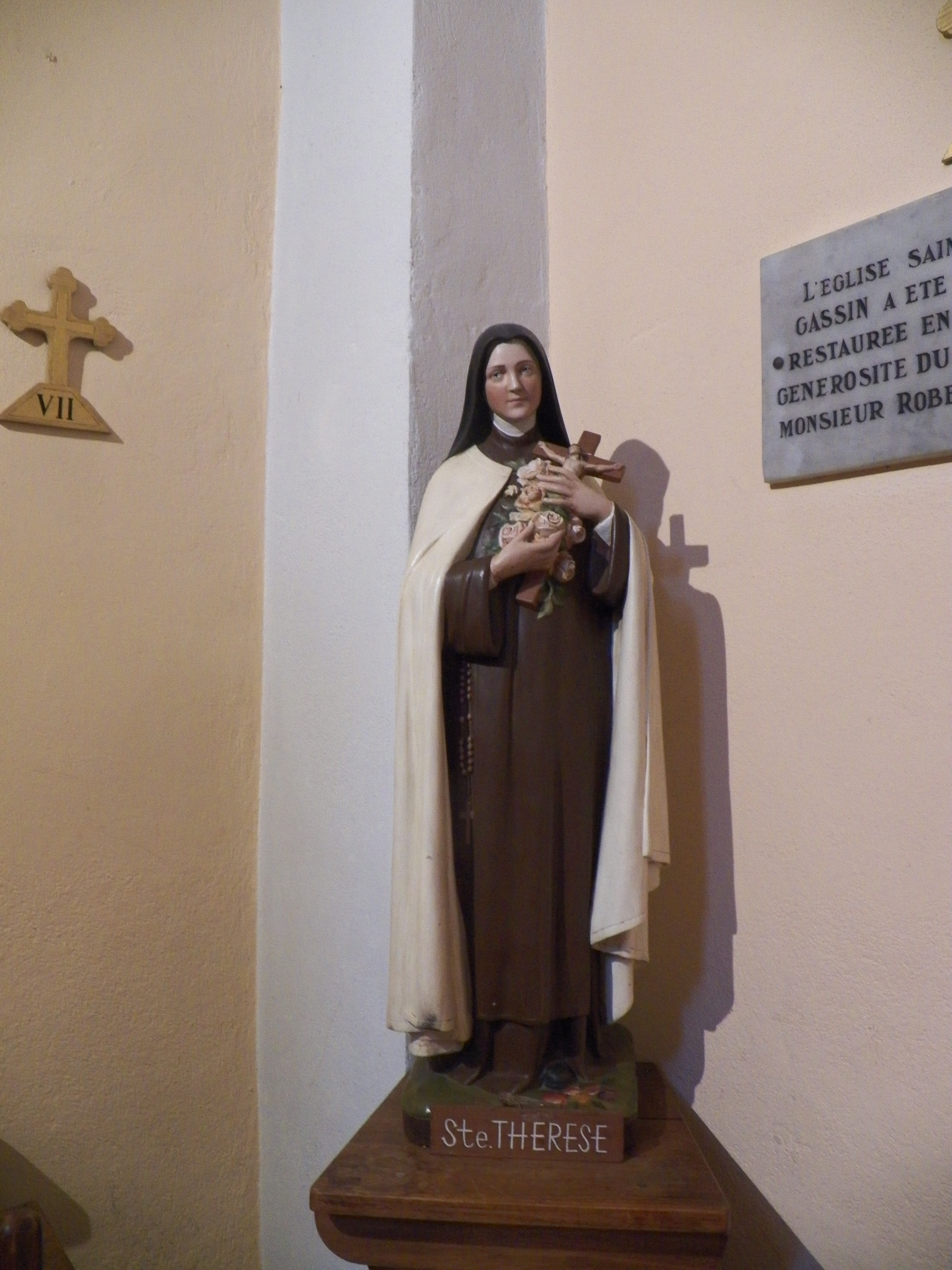
Statue de sainte Thérèse de Lisieux
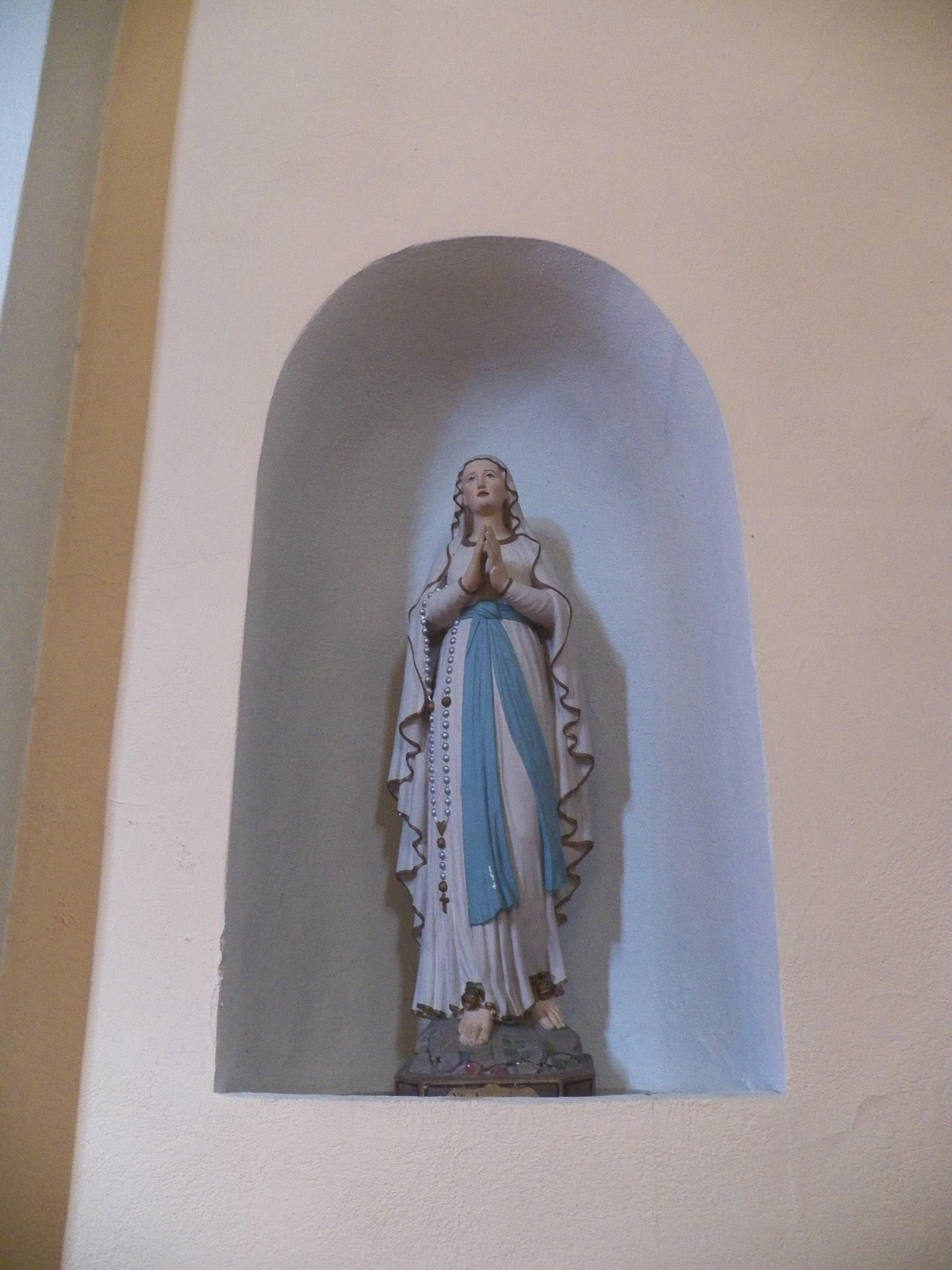
Statue de Notre-Dame de Lourdes
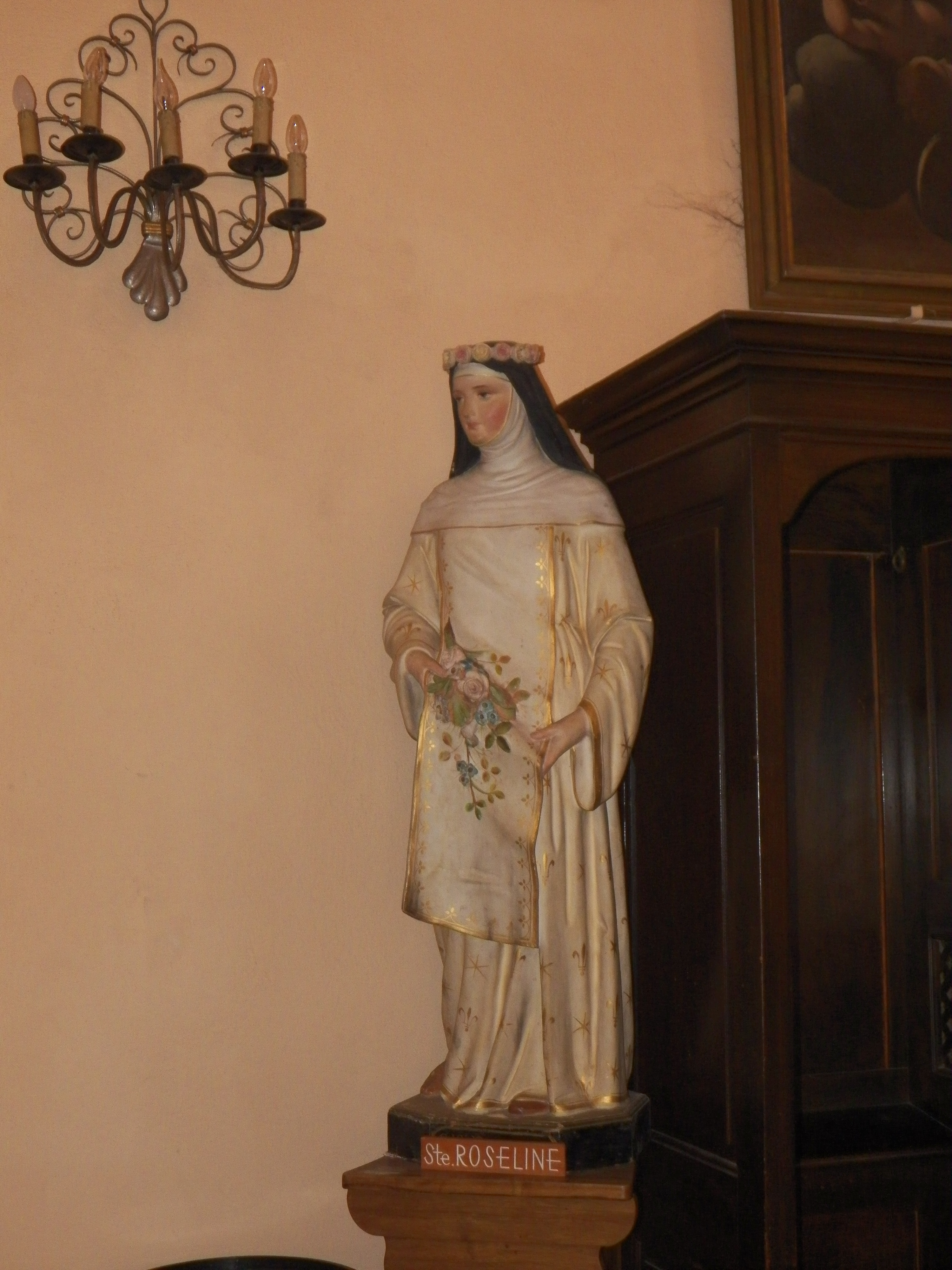
Statue de sainte Roseline
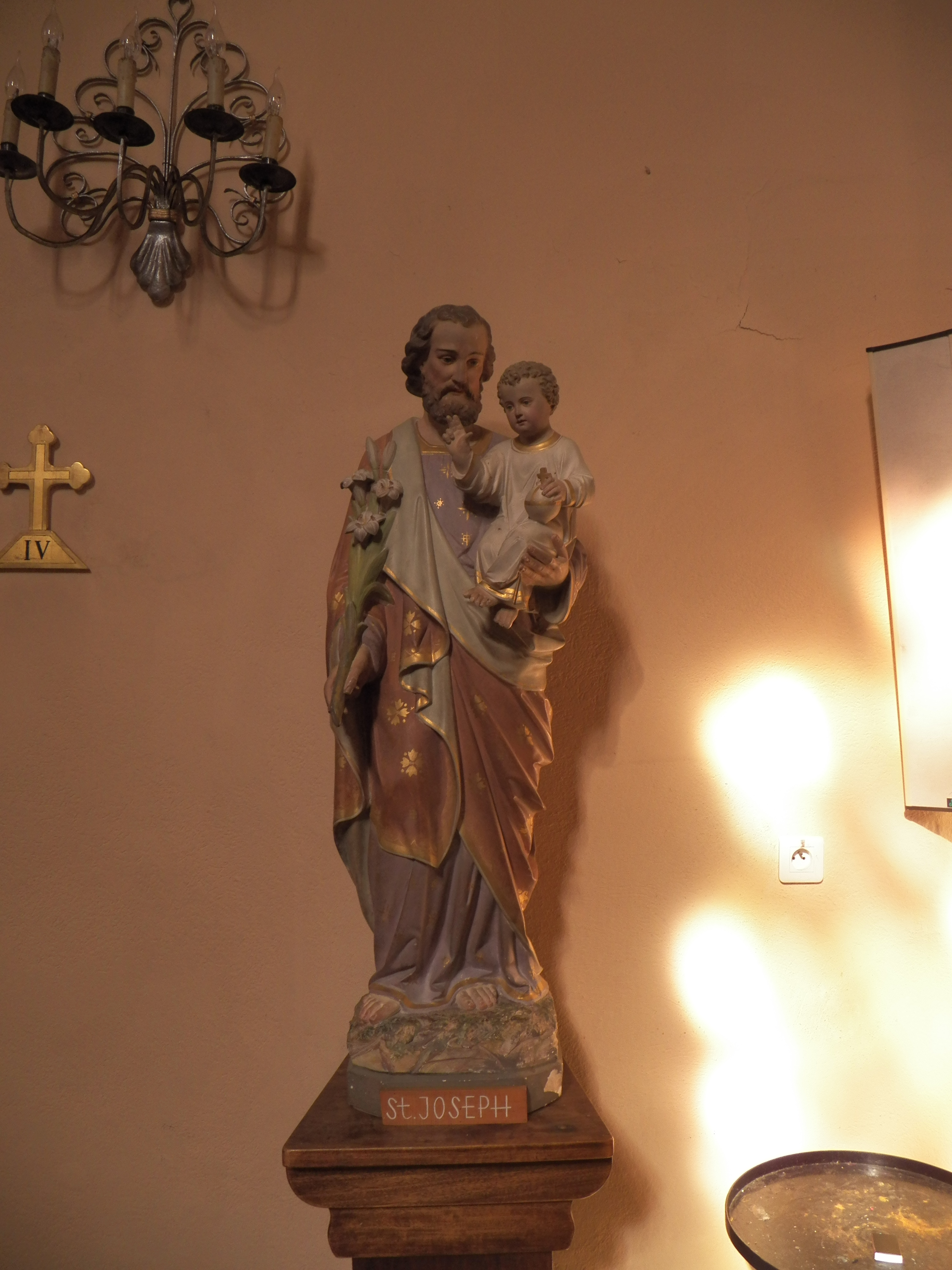
Statue de saint Joseph et l’Enfant Jésus
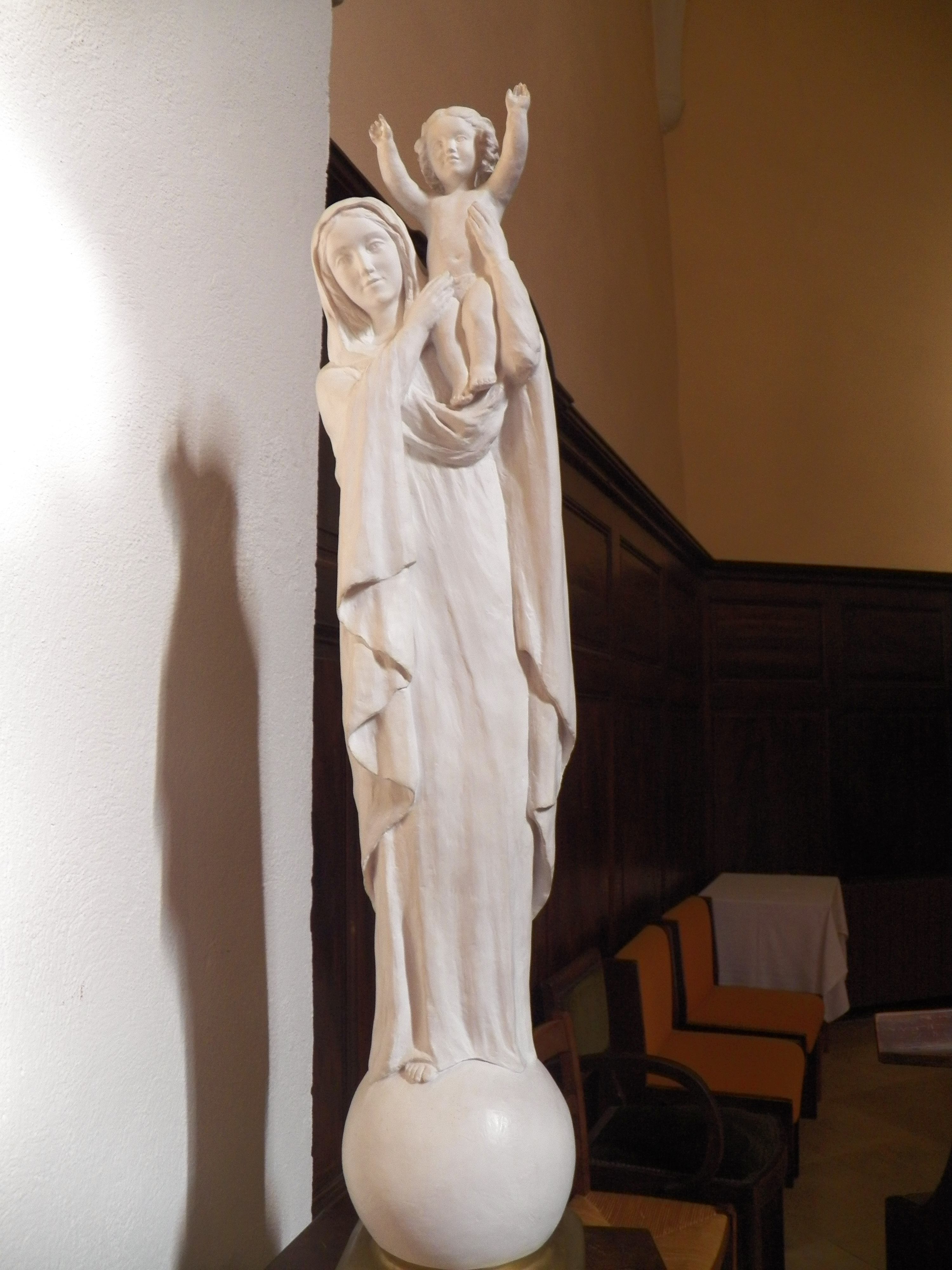
Statue de la Vierge à l'Enfant

Tableaux de l'église Notre-Dame-de-l'Assomption de Gassin
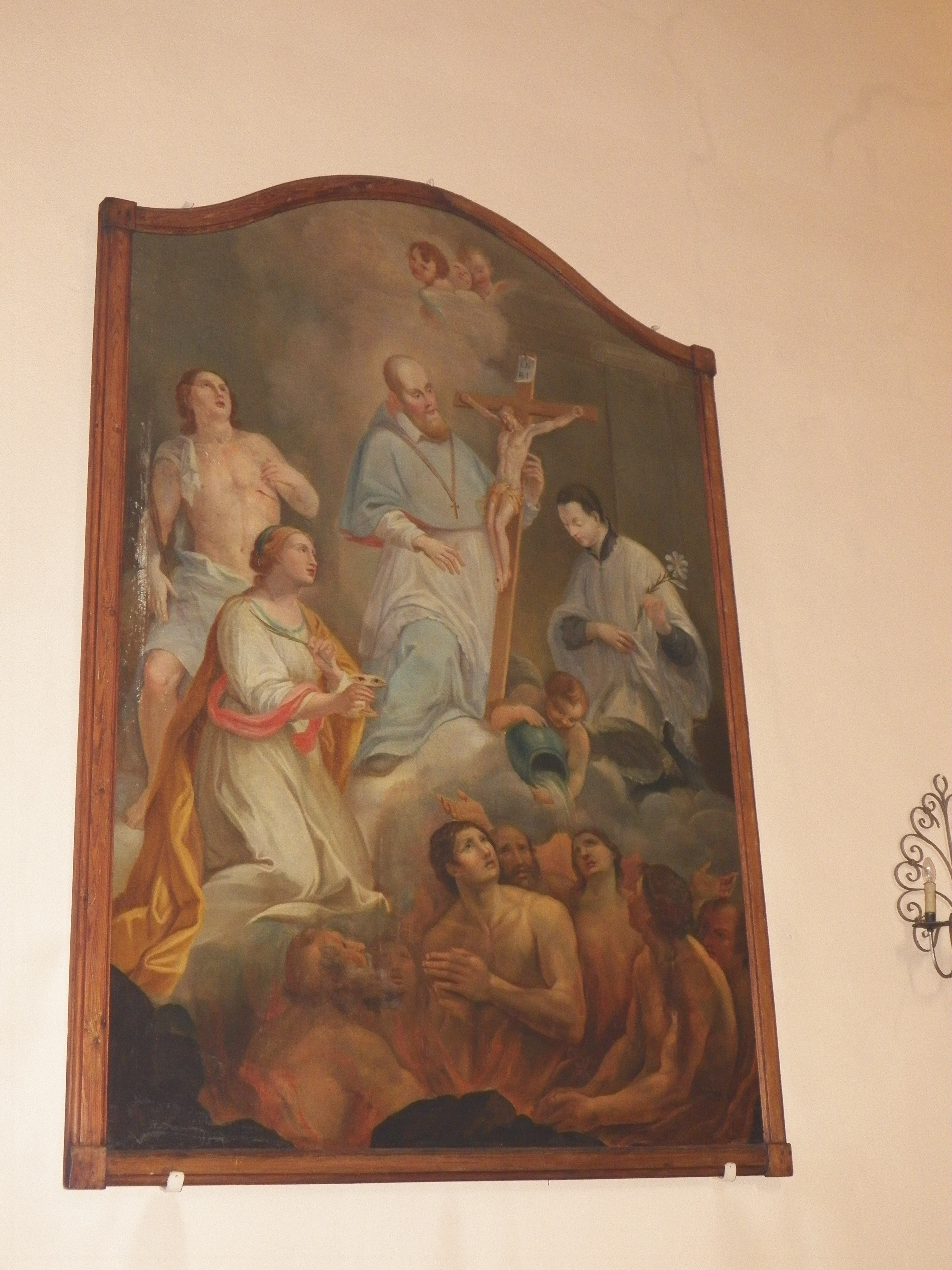
Tableau de saint François de Salles entre Saint Louis de Gonzague et saint Sébastien et sainte Lucie
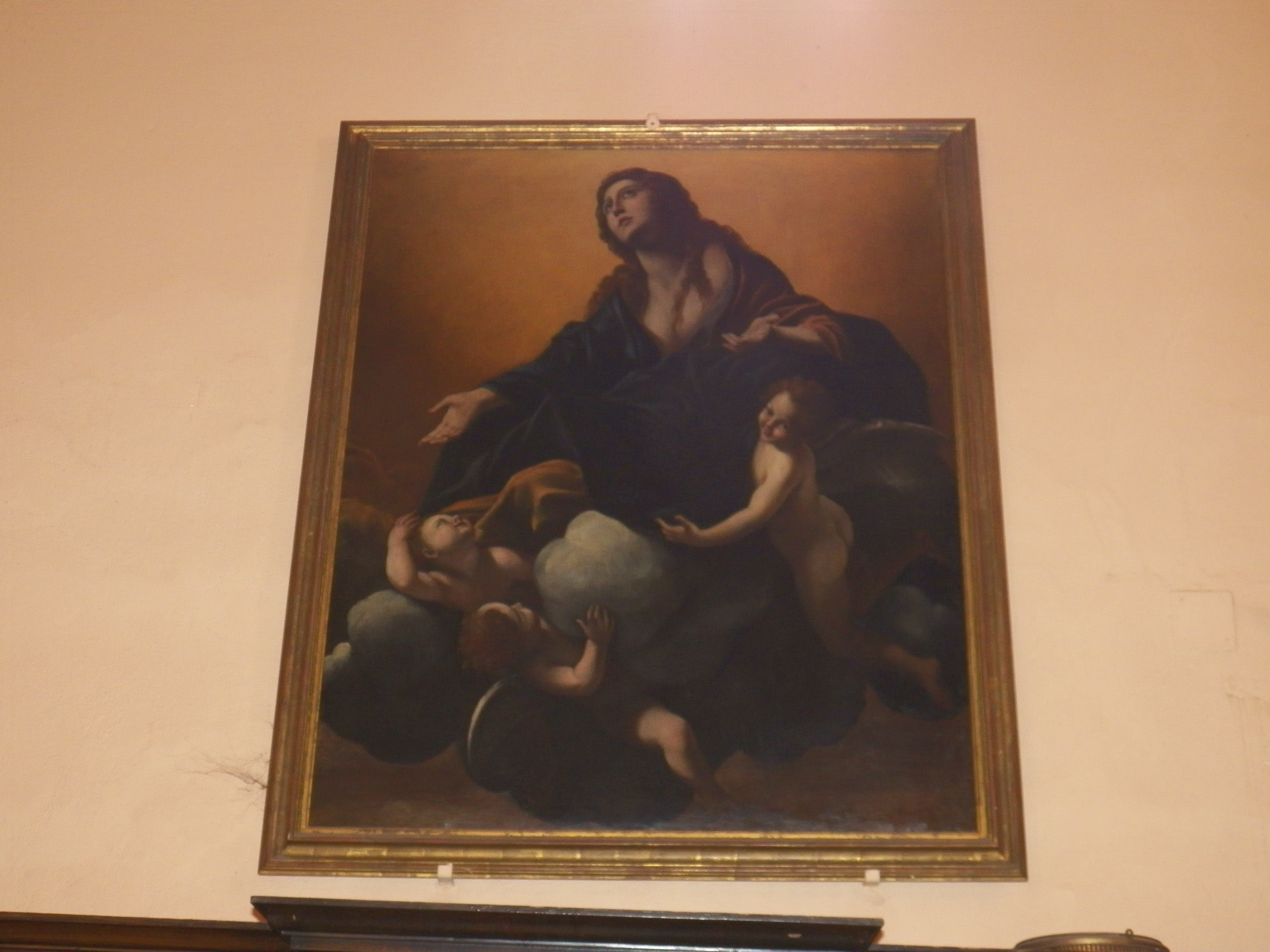
Un tableau de l'église de Gassin
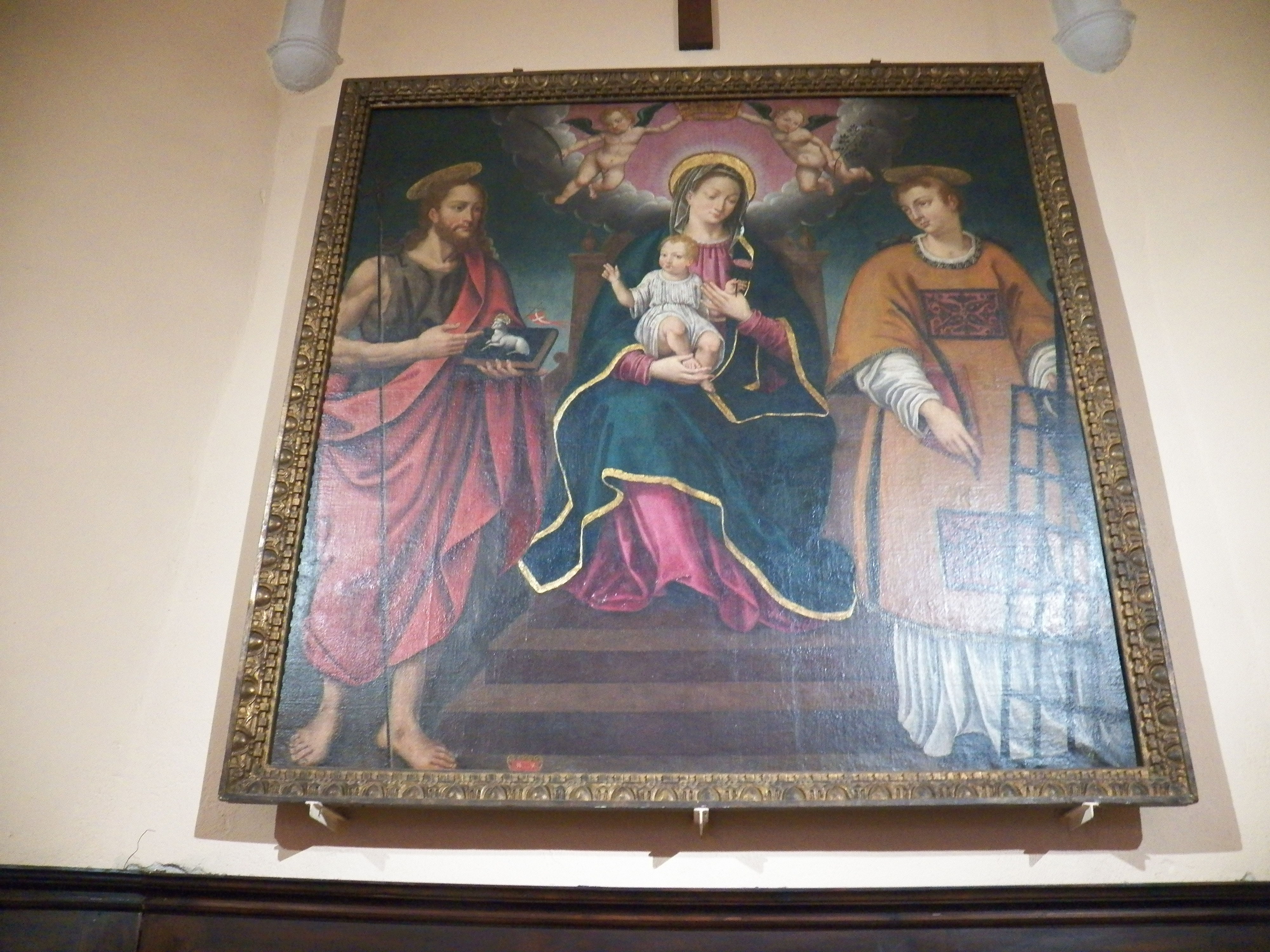
Tableau de la Vierge à l’Enfant entre saint Jean-Baptiste et saint Laurent
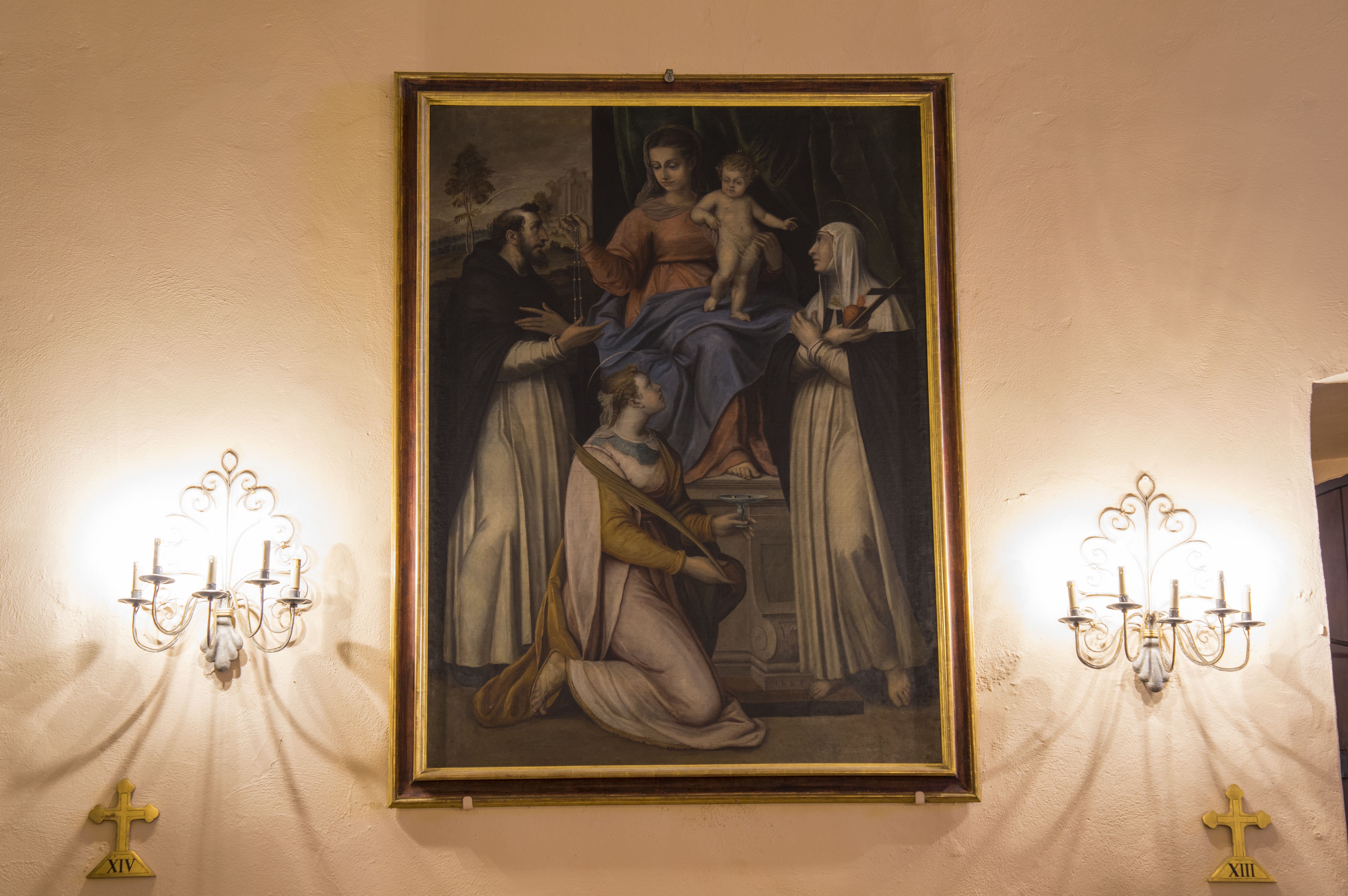
Le Don du Rosaire de Coriolano Malagavazzo

Autres éléments de l'église Notre-Dame-de-l'Assomption de Gassin
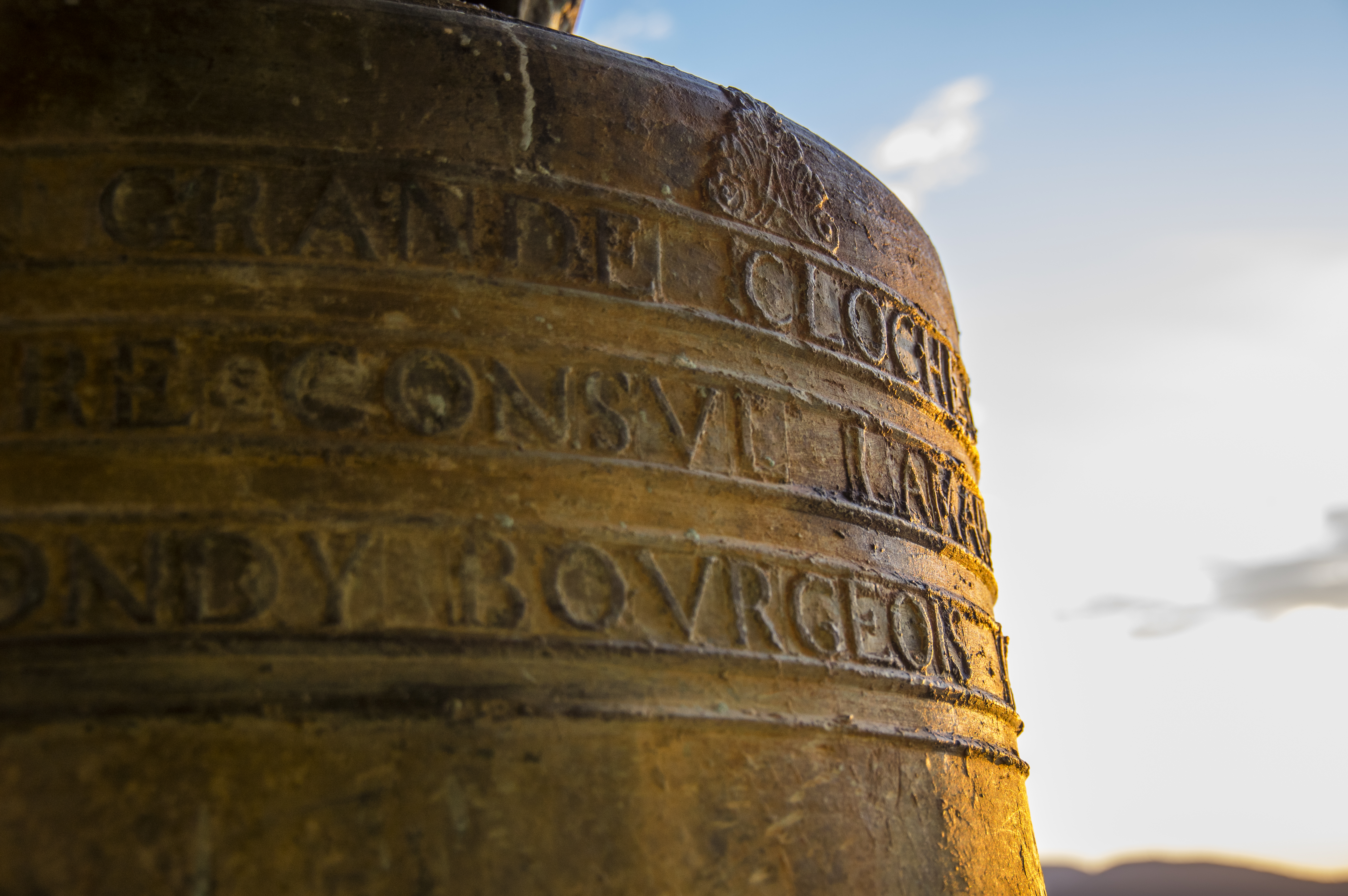
La cloche "Laurens"
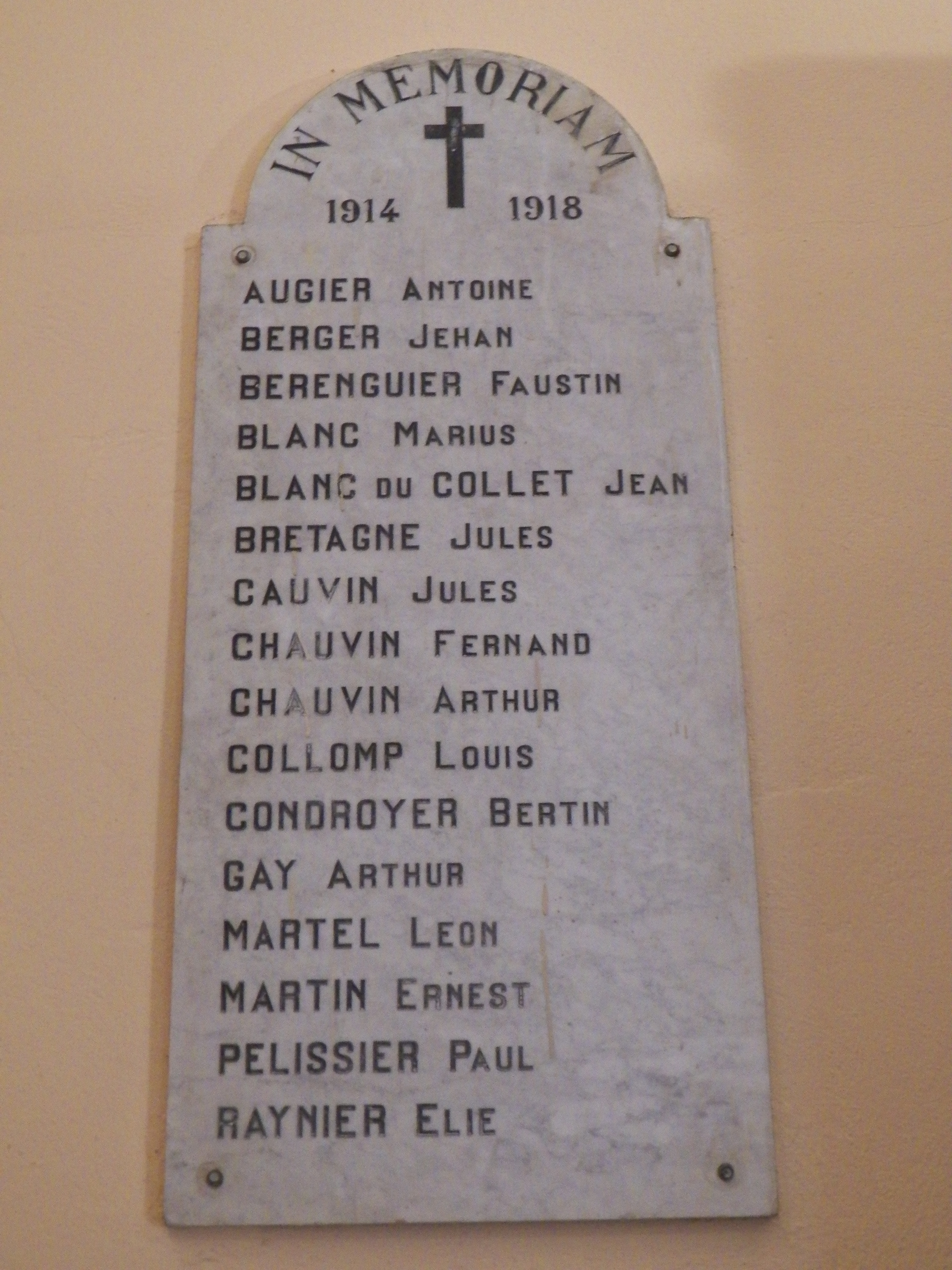
Plaque des Gassinois morts pour la France
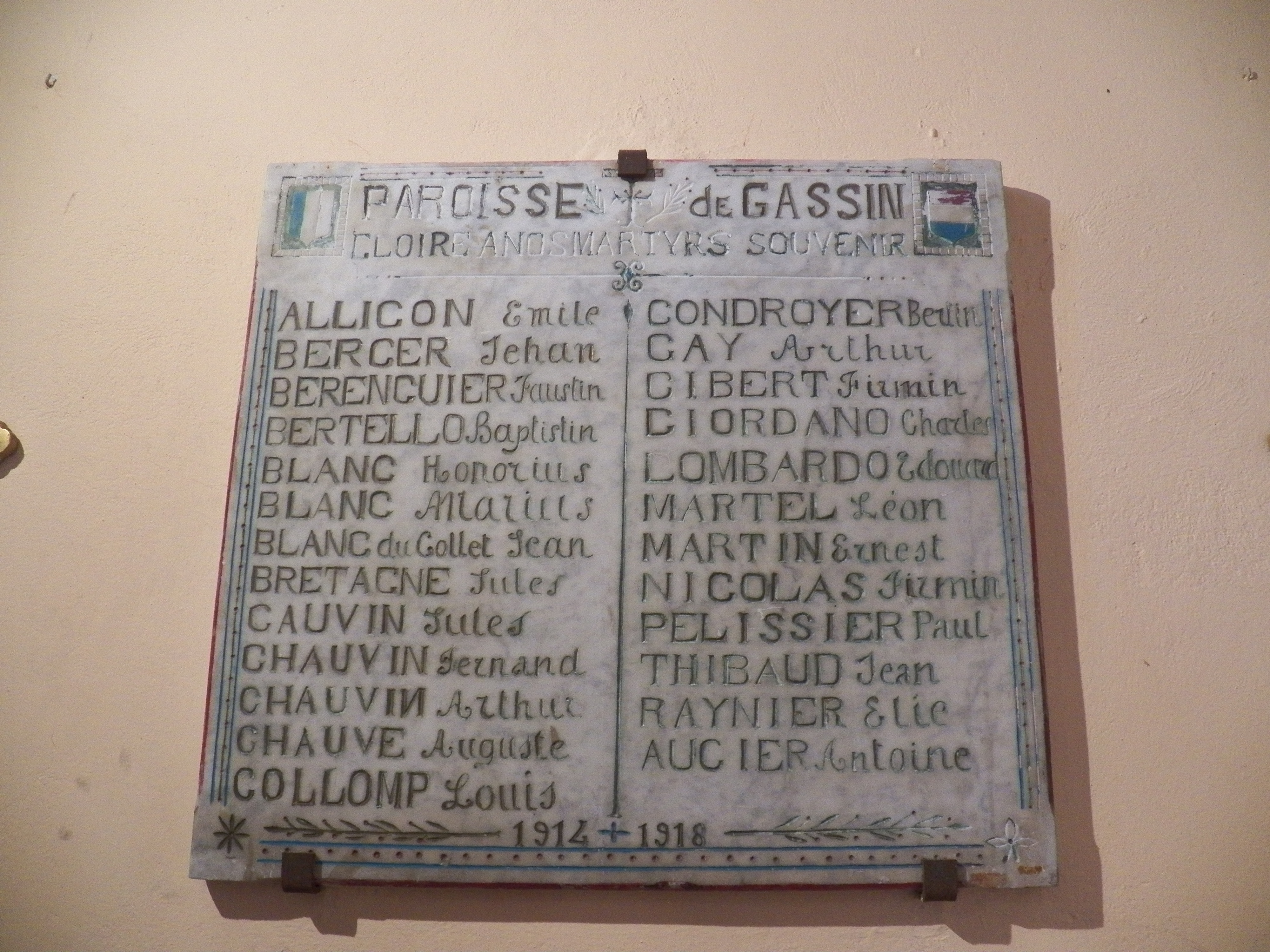
Autre plaque des Gassinois morts pour la France
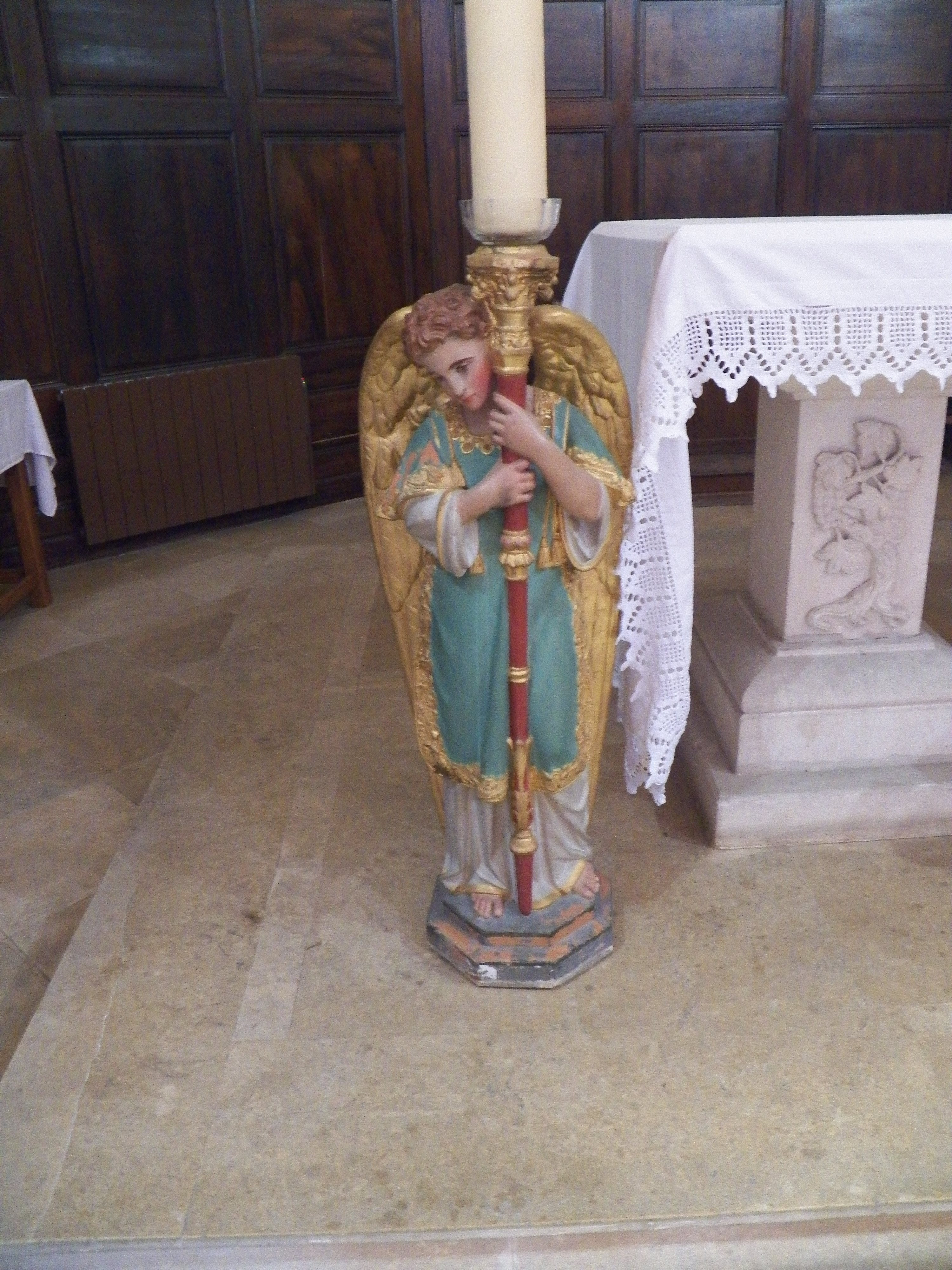
Ange céroféraire
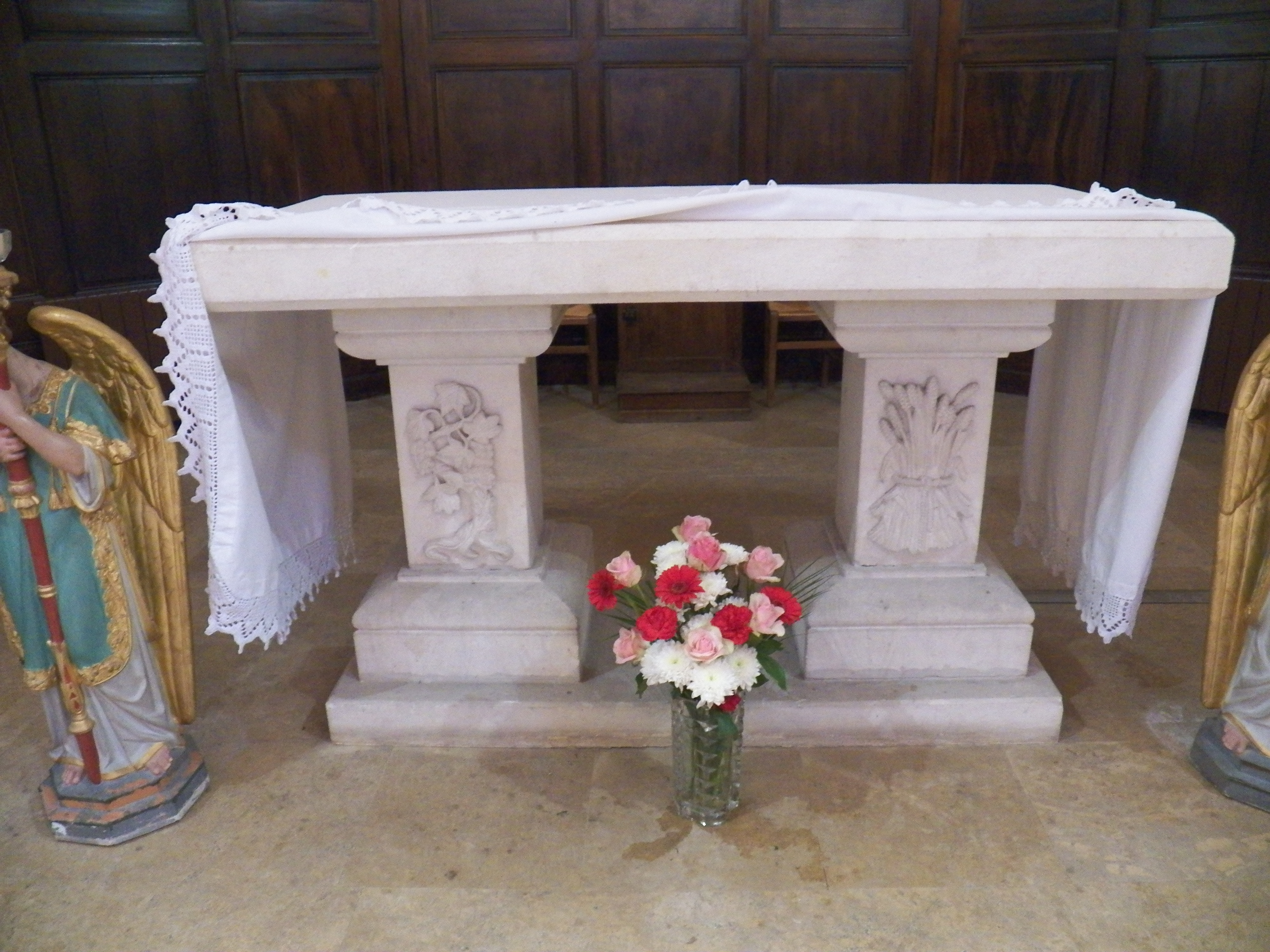
Maître autel
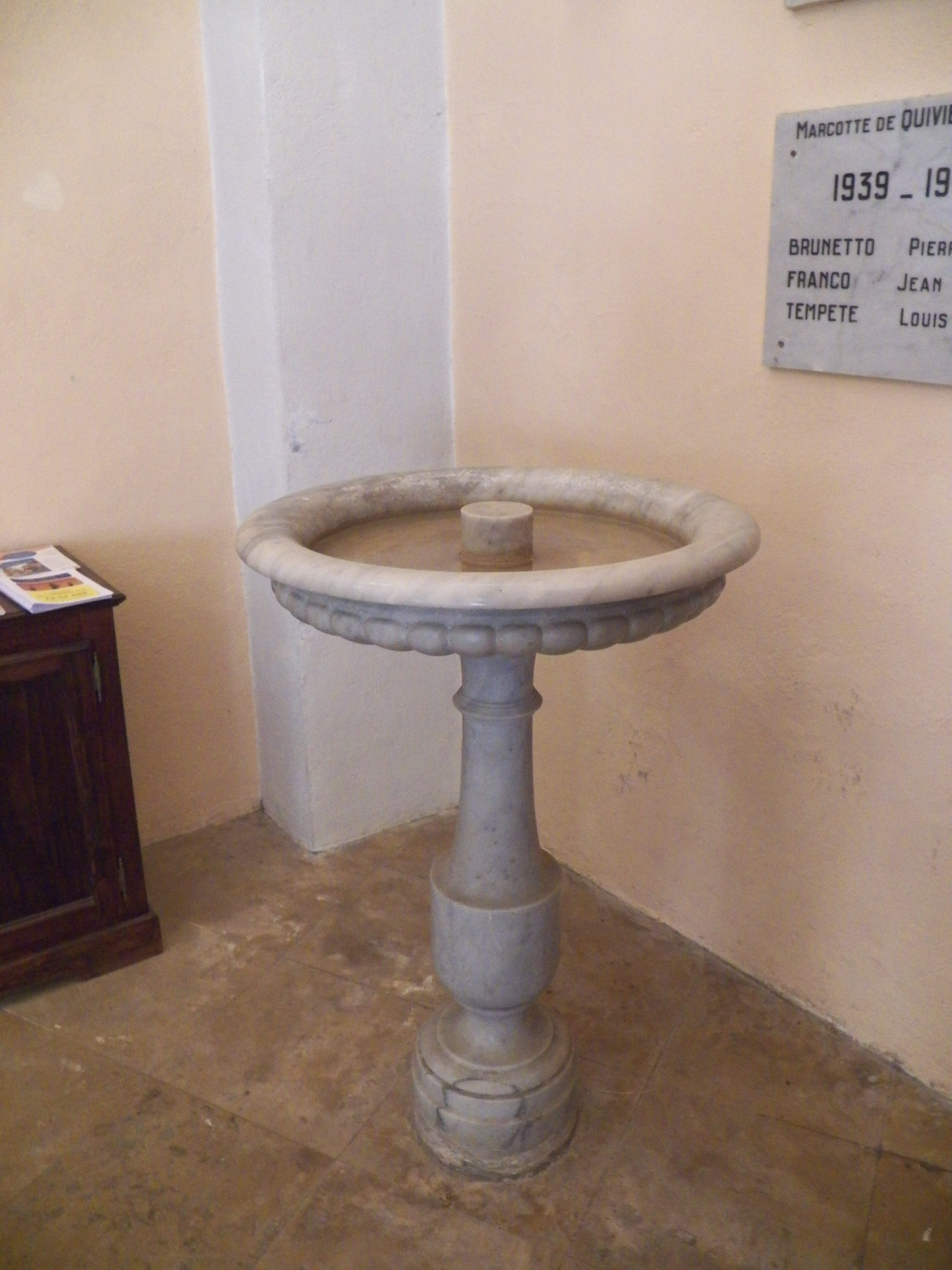
Bénitier

L'église a accueilli une reproduction de la grotte de Lourdes pour honorer Notre-Dame-de-Lourdes après la guérison d'une jeune fille. La grotte a été détruite lors du réaménagement de l'église après Vatican II.

## Culte
L’église est desservie par le curé de la paroisse de La Croix-Valmer. Elle dépend du diocèse de Fréjus-Toulon.

## Utilisation
L’église de Gassin est parfois utilisée pour des messes chantées en provençal avec le groupe de maintenance des traditions provençales de la commune, Leï Masco et pour des concerts.

## Sources
- Colette Peirugues, Gassin. Au fil du temps..., Millau, Gassin, Mairie de Gassin, 1994, 188 p.  (ISBN 2-9508428-0-1)
- Gassin - Notre-Dame-de-l’Assomption, diocèse de Fréjus-Toulon.
- L’église Notre-Dame-de-l’Assomption, Golfe de Saint-Tropez Tourisme.
- Patrick Varrot, Le Don du Rosaire de Gassin (1587). Une toile crémonaise de l’église des Prêcheurs de Draguignan ? Étude sur la provenance et l’attribution du tableau au peintre Coriolano Malagavazzo, 2014, 43 p.